# Галимов, Салям Галимович
Салям Галимович Галимов (псевд. Салям Г., баш. Сәләм Ғалим улы Ғәлимов, 1911—1939) — башкирский поэт и публицист.

## Биография
Родился 18 января 1911 года в деревне Тягишево Челябинского уезда Оренбургской губернии (ныне Сосновского района Челябинской области).
В 1928—1930 гг. работал учителем в Аргаяшской школе Челябинской области.
В 1930—1932 гг. являлся литературным сотрудником газеты «Кызыл Башкортостан» (ныне «Башкортостан»).
В 1937 году окончил Башкирский государственный педагогический институт имени К. А. Тимирязева (ныне Уфимский университет науки и технологий).
В 1937—1938 гг. — научный сотрудник Башкирского научно-исследовательского института языка и литературы. В 1938 году записал один из версий эпоса «Кузыйкурпяс и Маянхылу» со слов своей матери Уммугульсум Галимовой.
В 1938 году был направлен в аспирантуру Ленинградского филиала АН СССР, где он тяжело заболел. Скончался 19 июля 1939 г. в г. Ленинграде.

## Творчество
Начал печататься с 1929 года. В 1932 году был опубликован первый сборник стихов «Тревога».
Г. Салям одним из первых среди башкирских писателей обратился в жанр баллады («Поверка», «Лейтенанту 21 год», «Красный букет», «Самурай и его хозяин», «Слова и дела», «Синьор и женщина с ребенком», «Безмолвный солдат»).
В 1935 году написана поэма «Три песни» («Өс йыр»), в 1936 году — «Шункар» («Шоңҡар»), 1939 году — «Дитя» («Бала»). В стихотворении «Утро республики» («Республика иртәhе», 1935) создал лирический портрет Башкортостана. В написанном в 1938 году эпическом произведении «Сквозь годы» Г. Салям прогнозирует будущее страны и народа.
Перевел на башкирский язык произведения А С. Пушкина («Цыганы», «Сказка о золотом петушке»), М. А. Светлова («Гренада»), М. Ильина «Который час? Рассказы о времени» и др.

### Переводы на башкирский язык
- Ильин М. Который час? Рассказы о времени. Уфа, Башгиз, 1935. 146 с.
- Пушкин А.С. Сказка о золотом петушке. Уфа, Башгосиздат, 1939. 12 с. ; 1955. 16 с.

## Память
В Башкирской АССР существовала премия за лучшие произведения литературы и искусства имени Г. Саляма.